# Expedición polar rusa (1900-1902)
La expedición polar rusa de 1900-1902 fue una expedición científica encargada por la Academia de Ciencias de San Petersburgo para estudiar el océano Ártico al norte de las islas de Nueva Siberia y buscar la legendaria Tierra de Sannikov. Fue dirigida por el barón Eduard von Toll, geólogo alemán del Báltico y explorador del Ártico, a bordo del barco Zaryá (Заря). Durante ese viaje, y sobre todo durante la invernada cerca de la parte noroeste de la península de Taymyr y la parte occidental de la isla Kotelny, Toll realizó una exhaustiva investigación hidrográfica, geográfica y geológica. 
Debido a las duras condiciones del hielo la expedición se vio obligada a pasar dos inviernos en la sombría región del archipiélago de Nueva Siberia. Al final, Toll viajó a isla Bennett en trineo y kayak junto con tres de los miembros de la expedición. Al parecer, en noviembre de 1902 Toll tomó la decisión de ir hacia el sur hasta el continente, en los kayak, sobre un témpano de hielo suelto, pero ningún rastro de los cuatro hombres se encontró nunca más.
El Zaryá intentó llegar a la isla Bennett a evacuar la partida a pie, pero no pudo hacerlo a causa de las difíciles condiciones del hielo. Una vez libre, el Zaryá finalmente fue amarrado cerca de la isla Brusneva, en la bahía de Tiksi, («Bujta Tiksi»), un amarre que resultó definitivo ya que no se tenía esperanzas de repararlo. El resto de los miembros de la expedición regresaron a San Petersburgo, mientras que el capitán Fiódor Matisen volvió a Yakutsk. 
Se enviaron dos expediciones de búsqueda en la primavera de 1903 lideradas por dos participantes de la expedición: una, dirigida por el ingeniero M. I. Brusnev, los buscó en las costas de las islas de Nueva Siberia y la otra, liderada por Aleksandr Kolchak —entonces un joven investigador y teniente de la Armada rusa y que más tarde llegará a ser gobernante provisional de Rusia durante el período de la guerra civil.— viajó en un ballenero a la isla Bennet. No encontraron a los exploradores perdidos, pero encontraron los diarios y las colecciones de la expedición Zaryá, que arrojaron luz sobre el trágico destino de Toll y sus compañeros.
Aunque la expedición no logró dar con la inexistente tierra de Sannikov ni realizó ningún gran descubrimiento, dio un ejemplo de descripción y medición integral y sistemática de las características geográficas y las profundidades de las regiones árticas. Se descubrieron y exploraron varias islas y con los datos recogidos se compiló un mapa preciso de la península de Taimyr y de la isla de Kotelny. Los resultados científicos de la expedición cubrieron muchos campos, como meteorología, oceanografía, magnetismo terrestre, glaciología, geografía física, botánica, geología, paleontología, etnología y observaciones de auroras polares. Fueron necesarios entre 10 y 15 años para procesarlos y publicarlos en el Boletín de la Academia de Ciencias de Rusia y en cartas náuticas.

## Contexto

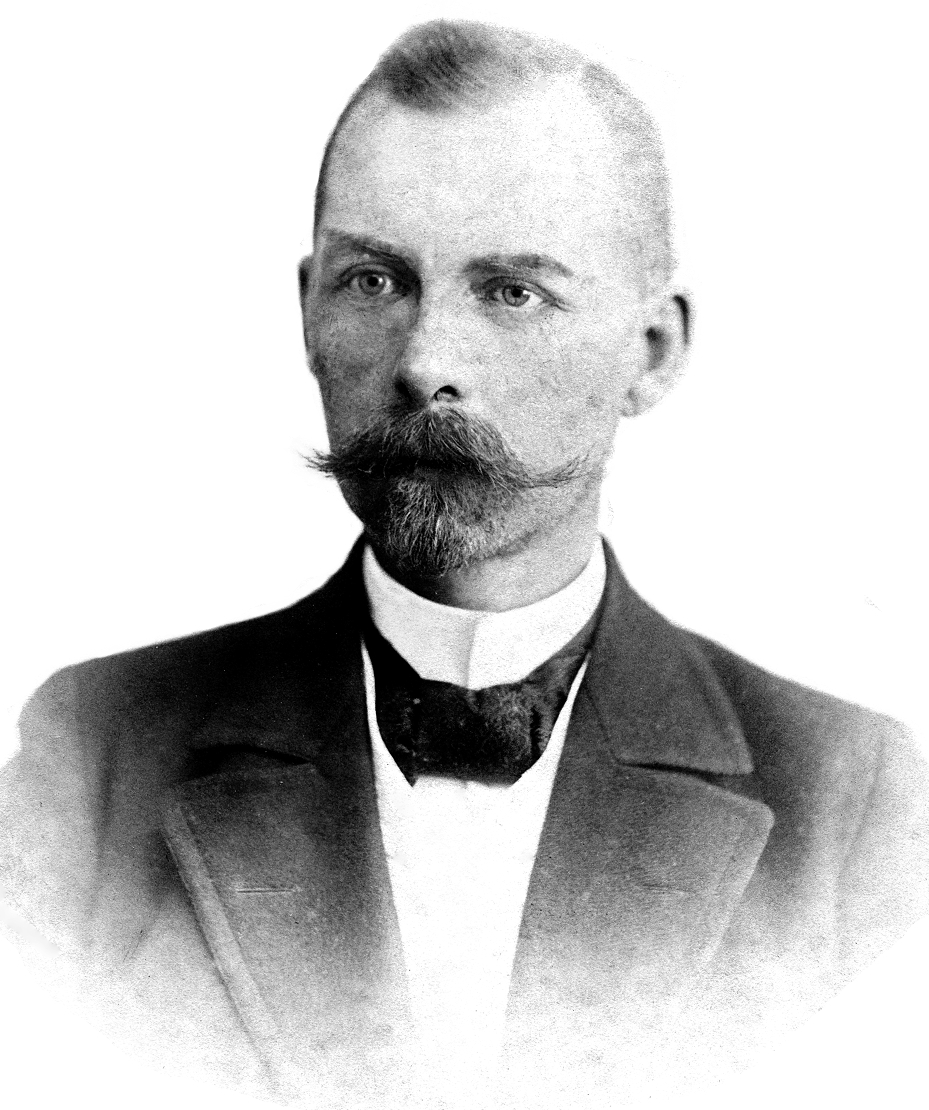
Baron von Toll

Durante 1884-1886, Toll había ayudado a Alexander von Bunge en su exploración de las islas de Nueva Siberia y las costas del océano Ártico desde la desembocadura del río Lena hasta la desembocadura del río Yana. Luego, Toll encontró huesos de mamut en las islas Kotelny y Gran Liajovski y carbón en Nueva Siberia.
En un día despejado, Toll logró divisar, desde la isla Kotelny, los contornos vagos de una isla desconocida ubicada a unos 100 km al noreste, con costas escarpadas y montañas columnares. Creía que se trataba de la legendaria Tierra de Sannikov, que en aquella época estaba marcada en los mapas con una línea discontinua.
Al regresar de las islas de Nueva Siberia en 1893, Toll inició una vigorosa campaña para organizar una expedición marina a la zona, que incluyó una presentación detallada ante la Academia de Ciencias. Convenció a la Academia de explorar las zonas al este de la isla Taymyr y de una potencial ruta marítima hacia el estrecho de Bering, argumentando que los estadounidenses perseguían el mismo objetivo y no se les debía dar prioridad. El proyecto se retrasó debido a sus elevados costes, y sólo el 31 de diciembre de 1899 fue aprobado por el zar Nicolás II, quien también nombró a Toll como jefe de la expedición.

## Planificación y preparación

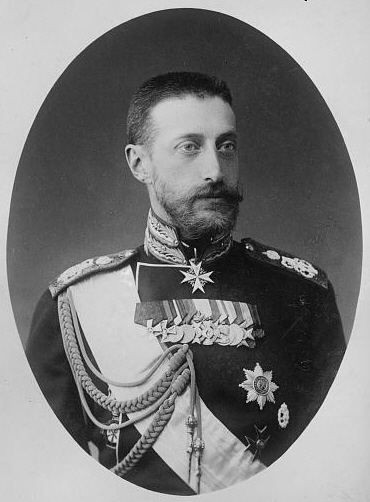
El gran duque Constantino Constantínovich de Rusia, patrón de la expedición

El gran duque Konstantin jugó un papel importante en la organización de la expedición, por lo que su retrato fue colocado en el comedor del Zarya. Como oficial naval, Konstantin mostró gran comprensión e interés en la expedición y ayudó a aumentar su financiación de 240.000 a 509.000 rublos. La expedición estuvo bien abastecida y sus preparativos transcurrieron sin demoras innecesarias.
Según el plan final, después de explorar las islas de Nueva Siberia, la expedición debía navegar hacia el este, rodear el cabo Dezhnev y llegar a Vladivostok. Se suponía que se dividiría en dos grupos, siendo el grupo auxiliar más pequeño el responsable de la entrega de provisiones al grupo de las islas de Nueva Siberia.
El barco de la expedición había sido construido en 1873 en Noruega y luego se había utilizado para la caza de focas cerca de Groenlandia con el nombre de Harald Harfager. Se trataba de una embarcación de vela con motor de vapor similar al Fram y al SS Vega. Por recomendación de Fridtjof Nansen, se compró por 60.000 rublos y se le cambió el nombre al ruso Zarya (Amanecer).
Ya renombrado, el barco fue enviado al astillero de Colin Archer en Larvik para ser modificado en gran medida para poder lidiar con el hielo. Colin Archer, el constructor naval noruego, había diseñado y construido el barco Fram de Nansen, que en 1896 había regresado ileso de su larga deriva en el océano polar norte durante la expedición «Farthest North» de Nansen, 1893-1896. Archer también había equipado el SS Southern Cross para la Expedición Southern Cross en 1897 para convertirse en un barco polar. Archer reforzó fuertemente el Zarya con vigas y marcos internos, y se agregaron y modificaron casetas. El aparejo se cambió al de un bergantín-goleta (vela cuadrada solo en el trinquete). En octubre de 1899, el barco recibió la autorización de las autoridades noruegas para una expedición de tres años en el Ártico.[cita requerida]
Se encargaron en Inglaterra, Suecia y Rusia equipos para los estudios hidrológicos. Los preparativos hidrológicos se iniciaron demasiado tarde y Kolchak, responsable del trabajo, tuvo dificultades para terminarlos a tiempo.También visitó a Nansen en Noruega para hacer algunas consultas y entrenarse, y luego viajó a Moscú y Arcángel, donde reclutó a tres miembros de la tripulación. Uno de ellos, Semyon Evstifeev, fue posteriormente elogiado por Toll como su mejor marinero.

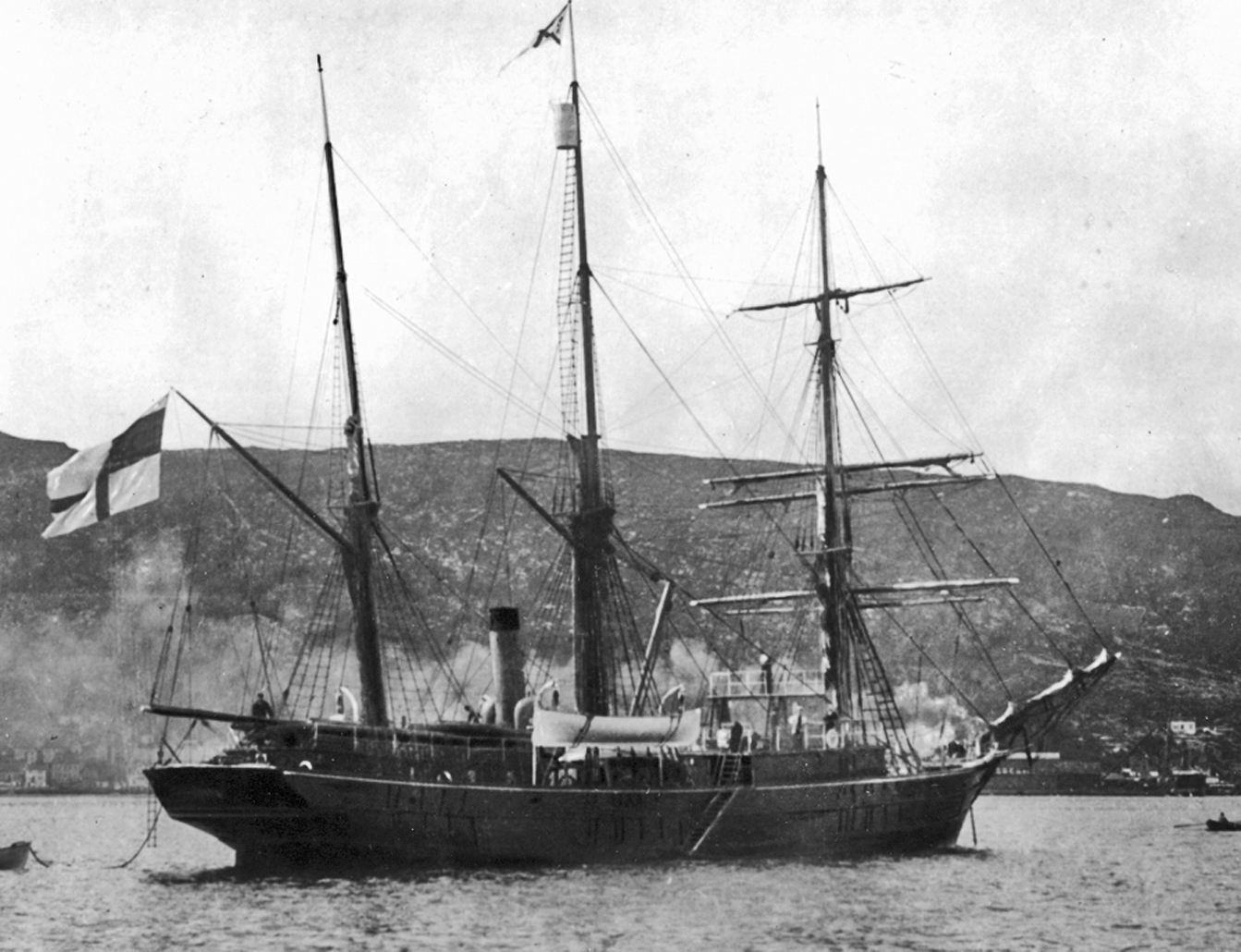
El Zarya en Noruega en 1899

## Tripulación

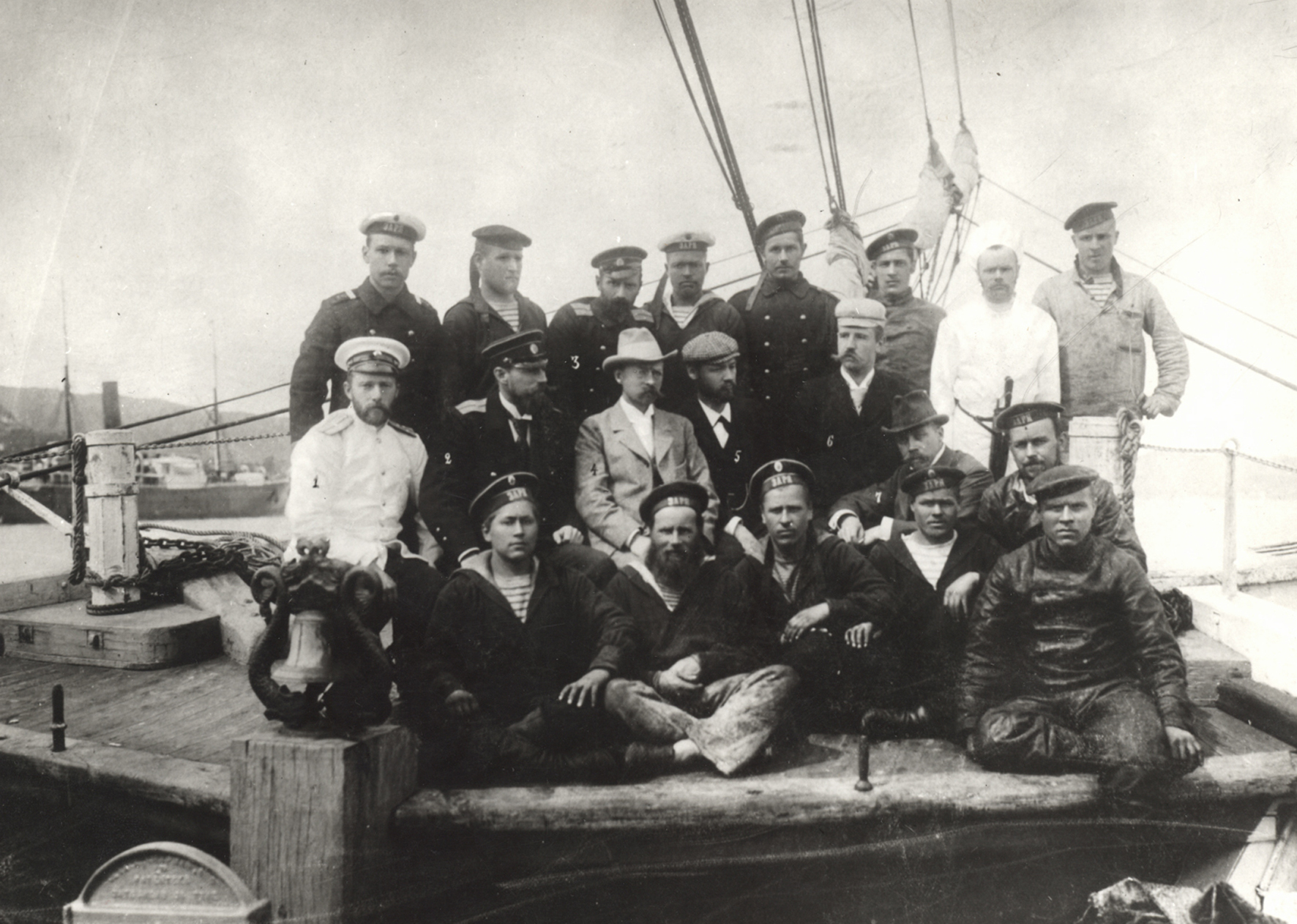
Miembros de la expedición a bordo del Zarya. Fila superior, tercera desde la izquierda: Kolchak.
Segunda fila: Kolomeitsev, Matisen, Toll, Walter, Seeberg y Byalynitsky-Birulya

La parte científica de la expedición estaba compuesta por el siguiente personal:
- Baron Eduard Toll (1858-1902), jefe de expedición, geólogo y zoólogo;
- Konstantin Vollosovich, jefe del grupo de asistencia de 11 hombres, geólogo;
- Nikolái Koloméitsev (1867-1944), teniente y capitán del Zarya, que ya había participado en exploraciones del mar Blanco hasta la desembocadura del río Yenisei;
- Fiódor Matisen (1872-1921), teniente y asistente de Kolomeitsev, había sido miembro de la expedición de 1899 a Svalbard;
- Aleksandr Kolchak (1874-1920), teniente, hidrógrafo, hidrólogo, magnetólogo, hidroquímico y cartólogo;
- Alexei Byalynitsky-Birulya, zoólogo jefe, del Museo Zoológico de la Academia de Ciencias de Rusia;
- Friedrich Seeberg, astrónomo y magnetólogo;
- Herman E. Walter, médico y bacteriólogo, que en 1899 había participado en la expedición que exploró tierras cercanas a Murmansk y Novaya Zemlya y que murió de un infarto el 21 de diciembre de 1901;.
- Victor Katin-Yartsev, médico en el exilio político, que reemplazó a Walter;
- Mijaíl Brusnev (1864-1937), ingeniero en el exilio político;
- O. F. Tsionglinsky, estudiante en el exilio político.

El equipo de apoyo incluía:
- Nikifor Begichev, contramaestre;
- Eduard Ogrin (jefe de máquinas) y Eduard Shirvinsky (ingeniero);
- Vasili Zheleznyakov, timonel;
- Nikolái Bezborodov, Semyon Evstifeev, Vasily Gorokhov, Nikolai Protod'iakonov, Sergei Tolstov, marineros, además de Ivan Malygin e Aleksei Semyashkin (remplazados);
- Stepan Rastorguyev y Peter Strizhev, mushers que remplazaron a los dos marineros retirados;
- Ivan Klyug y Trifon Nosov, fogoneros;
- Gavriil Pyzyrev, calderero;
- Foma Yaskevich, cocinero.

A principios de abril de 1900, todo el equipo se reunió en la ciudad noruega de Larvik, donde el constructor naval Colin Archer estaba acondicionando el Zarya. Desde allí navegaron a Oslo para buscar el equipo científico y un suministro de carbón y luego a San Petersburgo. El 29 de mayo, Nicolás II visitó el barco y ayudó a reabastecerlo de carbón. Unos días más tarde, el barco fue visitado por el Gran Duque Constantino.

## Expedición

### Primera navegación

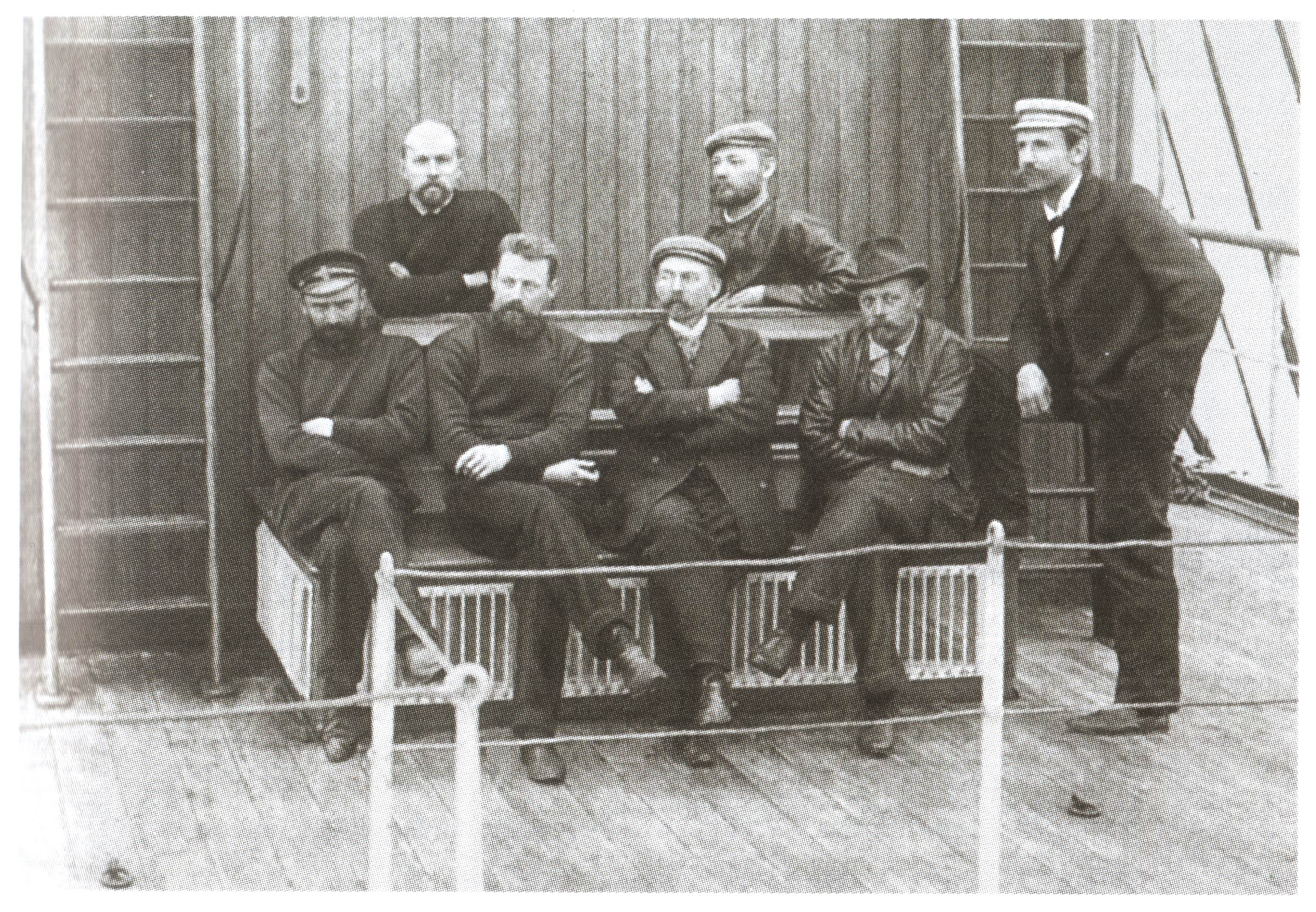
Miembros de la expedición en el Zarya

El 8 de junio de 1900, el Zarya abandonó San Petersburgo rumbo a Kronstadt y al golfo de Finlandia, donde tuvo un problema menor. Mientras lo arreglaban en Tallin, Toll abandonó el barco, cruzó el golfo y se dirigió en tren hasta Oslo para consultar con Nansen, y luego a Bergen para encontrarse con el Zarya. De Bergen a Tromsø el barco fue guiado por un piloto local especialmente contratado. En Tromsø, mientras la tripulación esperaba el reabastecimiento de carbón de Inglaterra, hubo dos incidentes reseñables: Malygin fue arrestado después de una pelea de borrachos, y Semyashkin contrajo una enfermedad venérea y el doctor Walter lo declaró no apto para sus funciones.
El día después de pasar el cabo Norte, el 11 de julio de 1900, el Zarya se acercó a Poliarny (hoy en el óblast de Múrmansk]]) para reponer su carbón. Allí, Toll y Kolomeitsev tuvieron una gran disputa sobre sus roles en la expedición, que terminó cuando Kolomeitsev pidió ser relevado de sus funciones. Sus estilos de mando eran muy diferentes: Toll anhelaba la camaradería y trataba a los marineros como iguales, mientras que Kolomeitsev intentaba mantenerse alejado de los hombres e imponía duros castigos por comportamiento rebelde. Kolomeitsev pensaba que la actitud de Toll socavaba su autoridad como comandante del Zarya.
Después de varios intentos fallidos de mediación, Kolchak también presentó su dimisión. Esto tuvo el efecto de aliviar el conflicto, ya que Toll no podía permitirse el lujo de perder a dos de sus asistentes clave. En la mañana del 12 de julio, la expedición llevó a bordo 60 perros de trineo y dos mushers, Peter Strizhev y Stepan Rastorguyev, los reemplazos de Malygin y Semyashkin.
El 18 de julio, el Zarya abandonó la bahía de Kola, y al siguiente Kolchak y Byalynitsky-Birulya realizaron sus primeras observaciones hidrológicas y zoológicas. Kolchak contó con la ayuda de Begichev y Zheleznyakov, quienes expresaron interés en sus estudios.
El 22 de julio, el Zarya pasó la isla Kolguyev y el 25 de julio se acercó a la isla Vaygach. Allí, Toll había concertado una cita con una goleta que había sido contratada para entregar carbón para la expedición de Arcángel al estrecho de Yugorsky. Al no ver la goleta, Toll decidió no esperarla, sino intentar llegar al cabo Cheliuskin lo antes posible. Esto permitiría a la expedición pasar el invierno en el este de Taymyr y explorar las áreas cercanas mal cartografiadas. Al día siguiente, el Zarya se encontró con campos de hielo y se vio obligado a desviarse de su ruta hacia el sur.
El 30 de julio apareció en el horizonte la silueta de la isla Sibiriakov. Toll decidió hacer una parada allí para descansar y realizar el mantenimiento de las calderas. Se encontró un grupo de osos polares y mataron a algunos para alimentarse.
El 5 de agosto, la expedición cambió su ruta hacia la península de Taimyr. A partir de entonces tuvo que hacer paradas de hasta 19 días quedando varado en campos de hielo y bajíos. La noche del 3 de septiembre vio su primera aurora polar. Pronto los marineros notaron una luz más adelante y decidieron que era el rompehielos Yermak, pero el astrónomo Seeberg se dio cuenta de que era Venus.

### Invernando en Taimyr

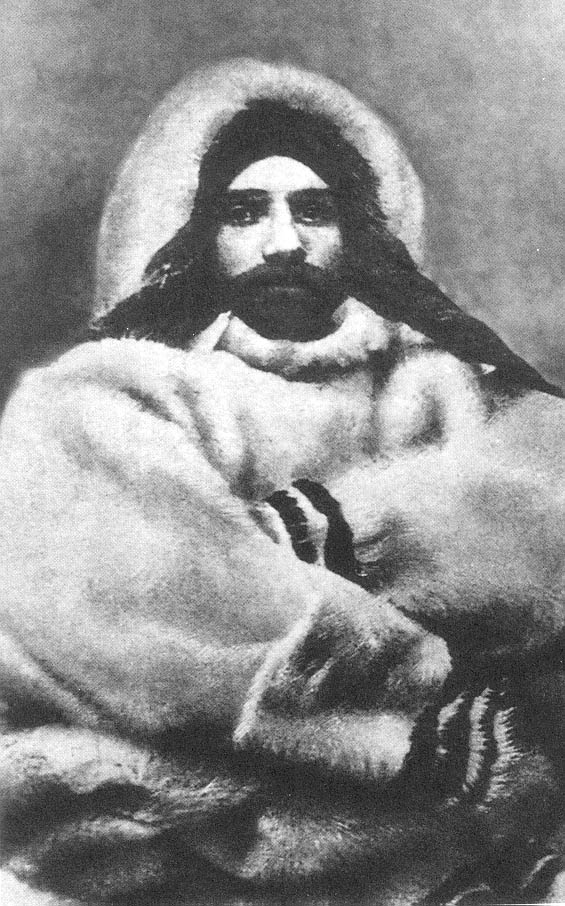
Kolchak invernando en Taimyr en 1900-1901

El 22 de septiembre de 1900, la expedición se detuvo para pasar el invierno en la bahía de Colin Archer. El acto estuvo marcado por una fiesta, con champán y brandy para los oficiales y cerveza para los marineros. Poco después, el Zarya quedó completamente atrapado en el hielo. Se instaló una estación meteorológica sobre el hielo, utilizando velas como paredes. La estación tenía una conexión telefónica con el barco que se utilizaba para enviar los resultados de las observaciones cada hora. A diferencia de Nordenskiöld y de Nansen, que lograron pasar el cabo Chelyuskin antes de pasar el invierno, Toll no logró llegar al este de Taymyr. Esto afectaría a todo el curso de la expedición y, finalmente, conduciría a su trágico desenlace. Los vientos predominantes del suroeste empujan hacia el océano las cálidas aguas de los grandes ríos siberianos, lo que a su vez arrastra los pesados campos de hielo hacia la costa. Para ahorrar tiempo, Toll planeó llegar al este de Taimyr a través de la tundra en trineos tirados por perros, cruzando el cabo Chelyuskin en la primavera de 1901. Esta tarea sería imposible sin un reabastecimiento en la ruta. Decidió organizar dicho reabastecimiento antes de la noche polar y el 10 de octubre, junto con Kolchak, Nosov y Rastorguyev, abandonaron el Zarya en dos trineos muy cargados.
El grupo se movía entre 3 y 4 horas al día, en un clima severo con temperaturas inferiores a -30 °C en el exterior y a -20 °C en la tienda. El 15 de octubre llegaron a la bahía de Gafner y dejaron allí una reserva de alimentos. Poco antes de regresar a la base, Toll vio una perdiz y un reno avanzando hacia el sur (supuso) desde una tierra más al norte. Este evento revitalizó a Toll en su búsqueda de la Tierra Sannikov.
La noche polar llegó sólo un día después de que el grupo regresara a la base el 19 de octubre. Trajo un clima frío, con temperaturas muy por debajo de -30 °C en el exterior, alrededor de 0 °C en la estación meteorológica y unos 8 °C en el comedor. La mayor parte del tiempo se dedicó a leer libros sobre expediciones polares, y en febrero de 1901 Kolchak hizo una presentación sobre la Gran Expedición al Norte, mientras que Birulya describió la naturaleza alrededor del Polo Sur. Durante la invernada, cuatro personas presentaron síntomas de escorbuto, pero fueron atajados gracias a la eficaz intervención del doctor Walter. Mientras tanto, Toll casi consigue que Kolomeitsev y Rastorguyev fuesen asesinados enviándolos tres veces a tormentas de nieve a la desembocadura del río Taimir y los asentamientos de Dikson y Golchikha, sin un mapa adecuado disponible. Como resultado, la pareja no logró localizar el río Taymyr y finalmente se separó de la expedición principal, viajando más de 800 km y llegando al río Dudinka (afluente del Yenisei) en mayo de 1901. Estos viajes proporcionaron información para realizar correcciones significativas. de los mapas locales y en el descubrimiento del río Alto Taymyr.

#### Tierras desconocidas del norte
El 23 de febrero, Toll envió a Matisen y Strizhev a investigar hacia el norte. La pareja cruzó el archipiélago de Nordenskiöld de sur a norte; al llegar a la marca de 77°, giraron hacia el oeste y luego regresaron debido a que eran conscientes de la escasez de comida para los perros. Matisen estuvo muy cerca de descubrir la isla Maly Taymyr, para lo cual sólo tenía que haber viajado unos 150 kim más al noreste desde el punto más septentrional de su viaje, y unos 200 km al norte pudo encontrar Severnaya Zemlya. Toll no estaba satisfecho con los resultados y unos días más tarde envió a Matisen a un nuevo viaje con Nosov. Esta vez Matisen cartografió dos nuevas islas del archipiélago de Nordenskiöld, pero retrocedió al encontrarse con crestas de hielo.

#### Expedición al cabo Chelyuskin

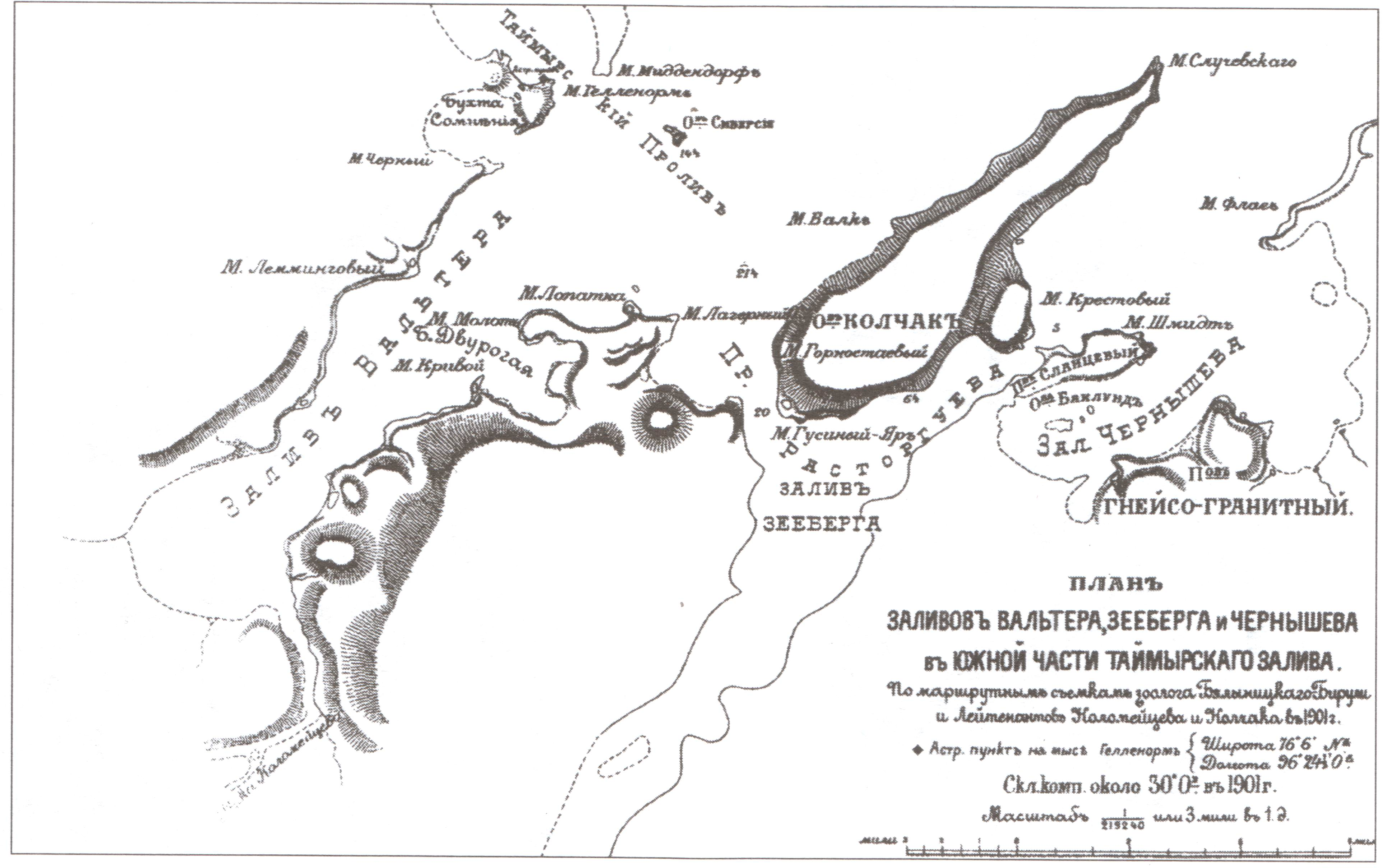
Mapa del área alrededor de la isla Kolchak elaborado a partir de los datos de la expedición

Toll decidió realizar el siguiente viaje, al cabo Chelyuskin, él mismo, junto con Kolchak y dos mushers, Nosov y Zheleznyakov. Debido a la falta de perros, los cuatro hombres a menudo tiraban ellos mismos del trineo. Localizar el escondite en la bahía de Gafner, abandonado el otoño anterior, resultó difícil ya que estaba cubierto por unos ocho metros de nieve. Después de una semana de excavación, Kolchak y Toll abandonaron sus intentos de llegar al escondite y decidieron inspeccionar el área. Agotados, regresaron al Zarya el 18 de mayo, después de haber pasado 41 días alejados del barco en condiciones climáticas adversas. Después de ese viaje, Kolchak cambió su actitud hacia los perros desde la ignorancia a dispensarles un gran cuidado. Las relaciones amistosas entre Kolchak y Toll se fortalecieron y en 1901 Toll nombró a una de las islas que descubrieron en honor a Kolchak. El propio Kolchak nombró otra isla y un cabo en honor a su esposa, Sofía Feodorovna Omirova, que lo esperaba en San Petersburgo.
La siguiente expedición de Kolchak desde el barco casi le costó la vida. Cuando él, junto con Byalynitsky-Birulya y dos marineros decidieron meter una draga en una grieta en el hielo, se encontraron con un oso polar enojado. Un perro acudió en su ayuda y distrajo al oso mientras los marineros corrían a su campamento en busca de sus rifles.

#### En busca del río Taimyr
El hielo marino comenzó a derretirse, pero la salida de la bahía donde el Zarya había pasado el invierno todavía estaba bloqueada. Toll decidió explorar la zona en kayak, acompañado por Seeberg y varios marineros. En agosto encontraron la desembocadura del río Taymyr, 100 kilómetros más al norte de lo que mostraban sus mapas. También lograron recuperar algunos de los suministros que quedaron en la bahía de Gafner. En 1974, una expedición soviética examinó los restos de comida en ese lugar y descubrió que la avena se conservaba perfectamente en el permafrost después de más de 70 años. La expedición decidió continuar el experimento de ciencia alimentaria iniciado inadvertidamente por Toll, manteniendo algunas de sus latas en las condiciones de almacenamiento originales que serían reexaminadas en 1980, 2000 y 2050.
Toll regresó al Zarya el 10 de agosto, justo a tiempo. Dos días después, el barco empezó a moverse entre el hielo hacia mar abierto.

### Segunda navegación

Rutas de expediciones de Toll (1901) y Kolchak (1903)

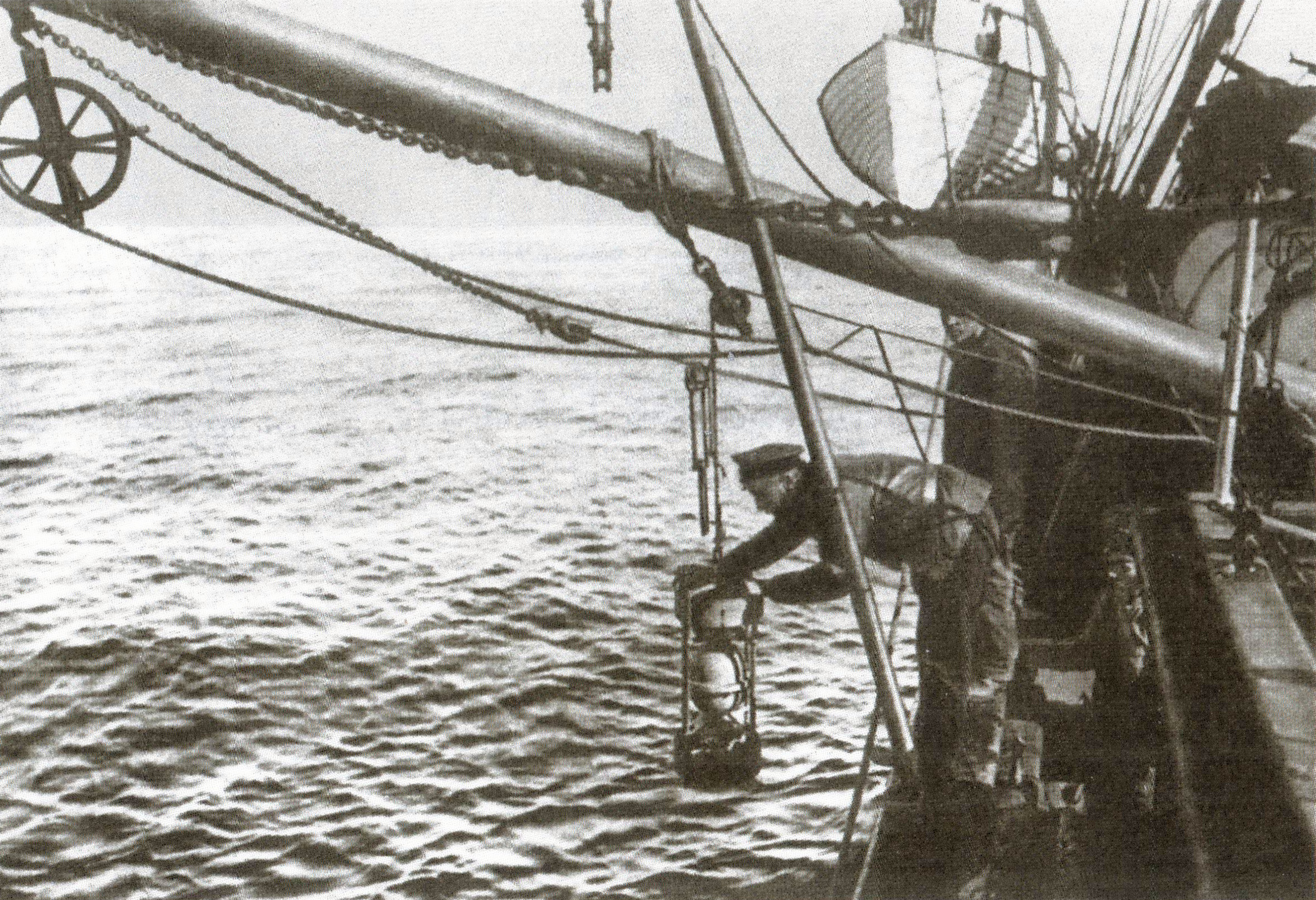
Kolchak durante las mediciones hidrográficas

El 19 de agosto de 1901, el Zarya cruzó la longitud del cabo Chelyuskin. Kolchak tomó instrumentos para medir la latitud y la longitud y se dirigió en kayak hasta la orilla. Toll lo siguió en otro bote, que casi fue volcado por una morsa que emergió repentinamente a la superficie. Después de realizar las mediciones y construir un mojón, los miembros de la expedición tomaron una fotografía grupal sobre su fondo. Al mediodía, el grupo regresó al Zarya y, después de realizar un saludo en honor a Chelyuskin, continuó su viaje. Kolchak y Seeberg procesaron las mediciones y descubrieron que el cabo visitado se encontraba un poco al este del cabo Chelyuskin. Al nuevo cabo le pusieron el nombre del barco.
Después de la partida de Kolomeitsev, todos los turnos de guardia fueron compartidos por dos oficiales, Matisen y Kolchak. Esto obligó a Kolchak a reducir su trabajo científico a las medidas más esenciales.
Después de pasar el cabo Chelyuskin, el Zarya entró en aguas desconocidas, ya que Nordenskiöld y Nansen habían navegado mucho más al sur. Por orden de Toll, el barco fue dirigido a la ubicación prevista de la tierra de Sannikov.
Una tormenta brutal azotó el barco la noche del 29 de agosto, inundando el alcázar con agua helada y volcando una enorme mesa de madera en el comedor. Fue seguida por niebla, y cuando se disipó, un promontorio rocoso de la isla Bennett apareció frente a los viajeros. Toll anotó en su diario que era posible pasar 10 veces cerca de la tierra de Sannikov sin darse cuenta en medio de la niebla.
El 3 de septiembre, el Zarya entró en la bahía de Nerpichye y trató de abrirse paso hasta un estacionamiento en un pequeño puerto que estaba protegido por una superficie poco profunda de los campos de hielo entrantes. En la orilla, los marineros divisaron una pequeña casa de madera flotante y el equipo de Vollosovich que los esperaba. Luchando contra las fuertes corrientes, el viento y el hielo, la goleta encalló varias veces y sólo el 5 de septiembre llegó al puerto.

### Segunda invernada

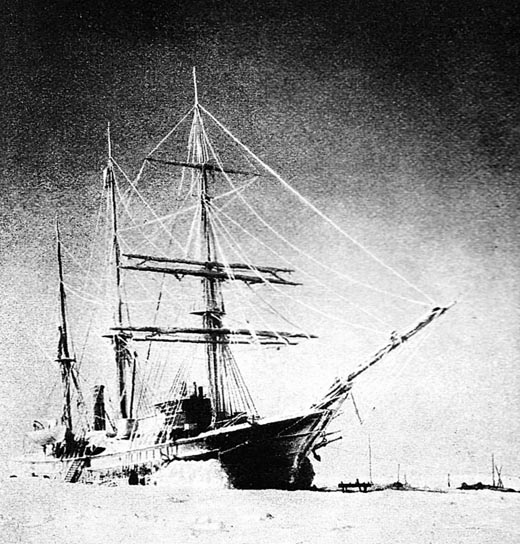
Invernada del Zarya

Utilizando la madera flotante traída por el río Lena, los miembros de la expedición pronto erigieron una estación de observación magnética, una estación meteorológica y una banya (sauna) cerca de la casa de Vollosovich. Mientras corría desde la banya caliente para refrescarse en la nieve, una práctica común de la época, Kolchak sufrió una inflamación del periostio acompañada de fiebre alta.
El fracaso en encontrar la Tierra de Sannikov fue una gran decepción para Toll, quien llamó al viaje «Exploración de la Tierra de Sannikov y otras islas». El pasaje a Vladivostok a través del estrecho de Bering parecía poco realista y los resultados de la expedición demasiado pequeños para él. Decidió enviar a Matisen en busca de la Tierra de Sannikov en febrero-marzo de 1902, después de que llegase el día polar, y a su regreso, explorar la Tierra de Sannikov, si la encontrase, o la isla Bennett, si no.
Las tardes en el comedor se pasaban en debates filosóficos, y sus participantes más fervientes, Kolchak y Birulya, a menudo eran enviados a la costa para refrescarse. Esos viajes hicieron que los dos hombres fueran amigos cercanos y resultaron en una observación de Kolchak de que en condiciones de frío extremo, cuando un río se congela localmente hasta el fondo, el agua entrante fluiría sobre el hielo hasta que toda la corriente se congela.
El 21 de diciembre de 1901, el doctor Walter murió de un ataque al corazón mientras estaba de servicio en la estación meteorológica. Se había sentido mal las semanas anteriores, pero había tratado de ocultarlo. Fue reemplazado por el doctor Katin-Yartsev, que llegó a finales de abril de 1902. Vollosovich desarrolló neurastenia y Toll le permitió abandonar la expedición. Lo acompañó brevemente a la costa entre el 15 y el 30 de enero de 1902 y, al regresar al Zarya, envió a Matisen a realizar las exploraciones que había planeado. En el continente, Toll se enteró de que Rastorguyev, que debía reunirse con el Zarya, había ido a Chukotka con una expedición estadounidense, firmando un contrato lucrativo. Anteriormente, a principios de febrero, Toll recibió una nota de la Academia de Ciencias instruyéndole a limitar la expedición a exploraciones de las islas de Nueva Siberia y terminarla en la desembocadura del Lena.
Matisen regresó el 17 de abril de 1902 e informó que a 7 millas de la isla Kotelny se topó con una polinia y regresó. El 29 de abril, Birulya con tres yakutos fue enviado a Nueva Siberia para ayudar en el viaje planeado del Zarya a la isla Bennett. A principios de mayo, Kolchak y Strizhev inspeccionaron la isla Belkovsky y se toparon con polinias en las direcciones norte y oeste.

### Navegación en 1902

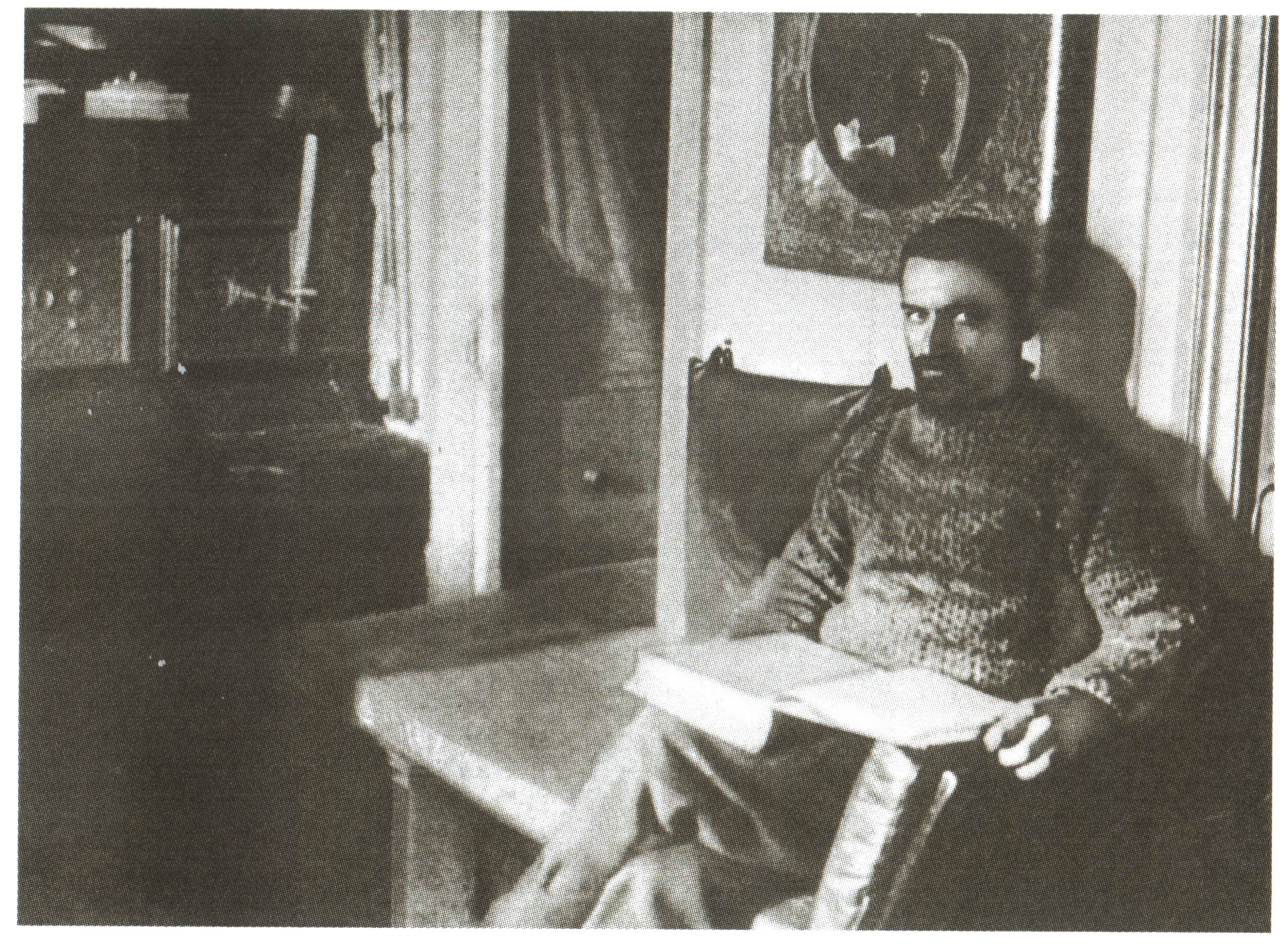
Kolchak en el comedor del Zarya

En la tarde del 23 de mayo de 1902, Toll, Seeberg, Protod'iakonov y Gorokhov tomaron provisiones para dos meses y partieron en tres trineos. Toll dejó un sobre «para abrir si la expedición se ve privada de su barco y regresa al continente sin mí, o en caso de mi muerte», que contenía una carta asignando a Matisen el liderazgo de la expedición. Toll viajó a lo largo de las costas septentrionales de la isla Kotelny y de la península Faddeyevsky, y luego cruzó a la isla de Nueva Siberia y se detuvo en el cabo Vysoky. Cuatro días después, utilizando un témpano de hielo y una canoa, su grupo se trasladó a la isla Bennett, donde las provisiones se estaban agotando. Kolchak escribió más tarde que Toll sabía que esta aventura era extremadamente arriesgada y la aceptó creyendo en su suerte.
El 1 de julio, con la ayuda de explosivos, el Zarya fue liberado del hielo y abandonado a la deriva hacia el noreste. Cuando terminó el día polar el 31 de julio, el barco se encontraba cerca de las islas Lyakhovsky y el 3 de agosto fue devuelto al lugar de invernada. El 8 de agosto se dirigió a la isla Bennett. Según Katin-Yartsev, había pocas esperanzas de llegar a Bennett y el objetivo principal era reunir al grupo de Birulya en Nueva Siberia. Cuando el paso entre Belkovsky y la isla Kotelny quedó bloqueado por el hielo, Matisen intentó bordear Kotelny desde el sur para pasar por el estrecho Blagoveschensky hasta el cabo Vysoky. En las aguas poco profundas del estrecho, el barco sufrió daños y comenzó a hacer agua, tras lo cual Matisen decidió rodear Nueva Siberia desde el sur. Lo logró y el 16 de agosto, el Zarya navegó a toda velocidad hacia el norte, pero al día siguiente quedó bloqueado por el hielo. El 23 de agosto, el barco se quedó sin carbón y no haría el viaje de regreso incluso si lograba llegar a Bennett, que estaba a unas 90 millas de distancia. Matisen decidió girar hacia el sur, abandonando a Toll. Más tarde, Kolchak y la mayoría de los otros exploradores e historiadores polares no criticaron esa decisión, creyendo que Matisen no tenía otra opción.
Mientras tanto, la Academia de Ciencias de San Petersburgo pidió al comerciante AI Gromova, propietario del barco de vapor polar Lena, que rescatara la parte principal de la expedición y le ofreció a cambio la propiedad del Zarya. El 25 de agosto de 1902, el Zarya entró en el golfo de Buor-Khaya y se acercó a la bahía de Tiksi. El Lena aún no había llegado y Matisen intentó llevar el barco al delta del río Lena. Kolchak y dos contramaestres realizaron mediciones de profundidad durante tres días, pero no pudieron encontrar un paso seguro. El Lena llegó el 30 de agosto y, temiendo el congelamiento, su capitán les ordenó partir en tres días. El Zarya fue abandonado en un rincón tranquilo de la bahía, y Brusnev se quedó en el pueblo de Kazachye para esperar a Toll y viajar a Nueva Siberia si Toll no aparecía antes del 1 de febrero.
El Lena partió el 2 de septiembre y el 30 de septiembre llegó a Yakutsk, donde los miembros de la expedición desembarcaron y se dirigieron a Irkutsk a caballo. Durante el viaje, Nikolai Bezborodov disparó accidentalmente a Trifon Nosov, quien luego murió de sepsis. A principios de diciembre, Kolchak llegó a San Petersburgo, y comenzó a organizar una expedición para rescatar a Toll.

### Destino de los grupos de Toll y Birulya
Toll llegó a la isla Bennett el 21 de julio de 1902 enfrentándose a un dilema: establecer un campamento base y dedicarse a la caza para reponer sus suministros de alimentos, o confiar en la llegada del Zarya y continuar con las exploraciones. Toll eligió este último. Dejó registros de que la isla tenía una superficie de unos 230 kilómetros cuadrados y que se elevaba hasta los 457 metros sobre el nivel medio del mar. Describió su fauna y estructura geológica y notó la presencia de huesos de mamut y otros animales del Cuaternario. La fauna incluía osos, morsas y una manada de 30 renos, con bandadas de pájaros volando de norte a sur.

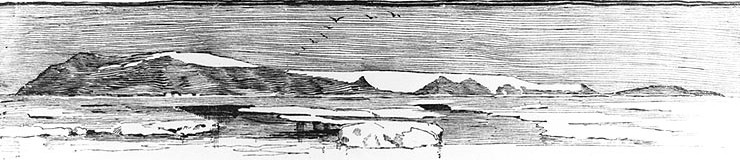
Isla Bennett (1881)

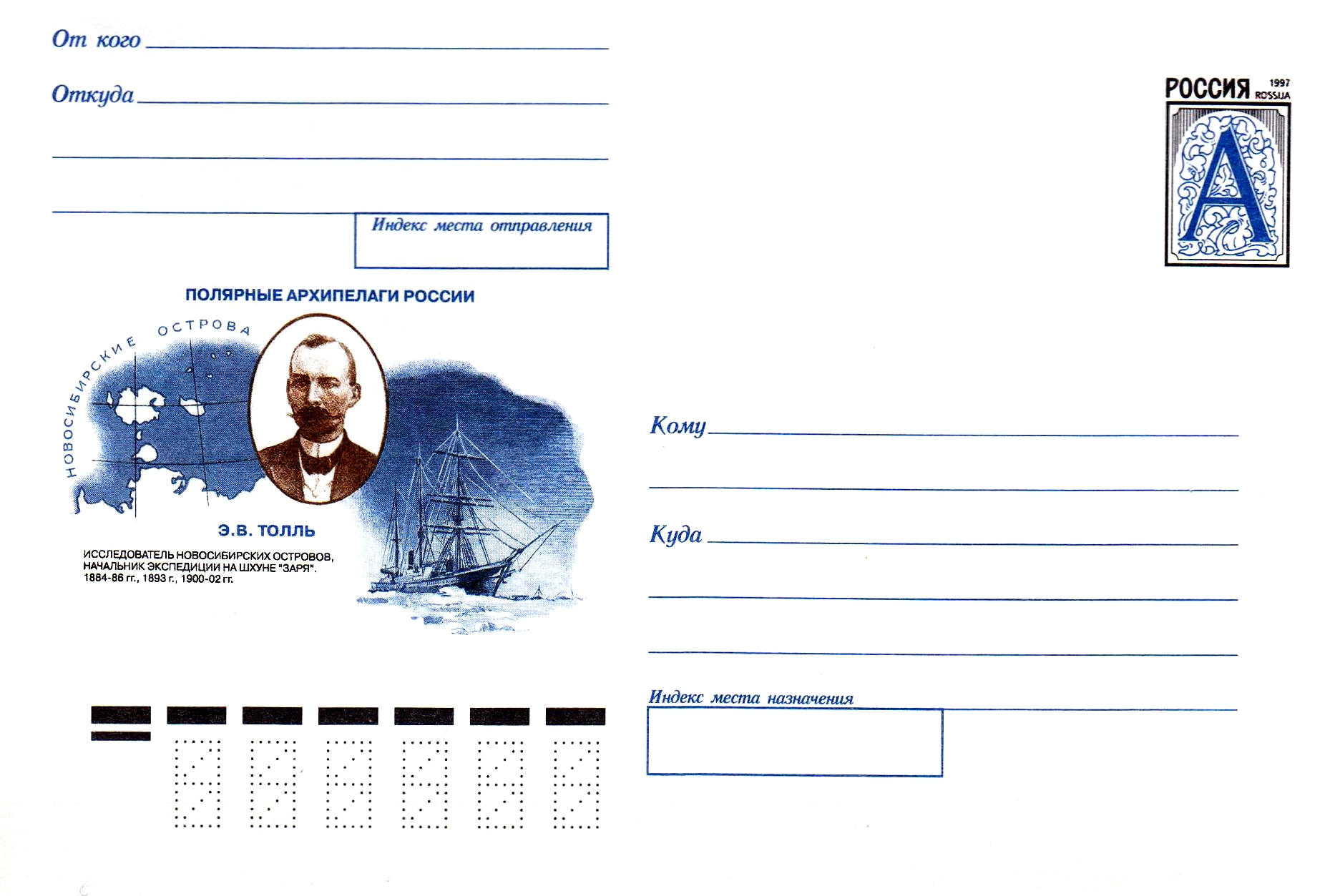
Sobre de correo ruso conmemorativo de las expediciones polares de Toll

El grupo había construido un refugio con madera flotante que también se utilizaría como combustible. Por razones desconocidas, no almacenaron comida y abandonaron los restos de osos y renos cazados. Cuando quedó claro que los del Zarya no vendrían, el grupo ya tenía pocas municiones, solo se encontraron 30 cartuchos de escopeta en el refugio y los renos ya habían abandonado la isla.
El 26 de octubre de 1902, el grupo se dirigió al sur y dejó una nota en la que decía que todos estaban sanos y que las provisiones serían suficientes para entre 14 y 20 días. Kolchak no pudo encontrar ningún rastro de los hombres en las islas Bennett o Nueva Siberia, y asumió que encontraron su destino mientras navegaban entre ellas. Mientras tanto, el grupo de Birulya abandonó Nueva Siberia y llegó al continente en diciembre de 1902.

## Logros e importancia de la expedición
La expedición dio un ejemplo de descripción y medición integral y sistemática de las características geográficas y las profundidades de las regiones árticas. Se descubrieron y exploraron varias islas y con los datos recogidos se compilóo un mapa preciso de la península de Taimyr y de la isla de Kotelny.
Los resultados científicos de la expedición cubrieron muchos campos, como meteorología, oceanografía, magnetismo terrestre, glaciología, geografía física, botánica, geología, paleontología, etnología y observaciones de auroras. Fueron necesarios entre 10 y 15 años para procesarlos y publicarlos en el Boletín de la Academia de Ciencias de Rusia y en cartas náuticas.